# 美利堅儲蓄銀行
美利堅儲蓄銀行（英語：American Saving Bank），夏威夷電力實業股份有限公司旗下公司，是在1925年成立，屬於美國夏威夷第三大金融機構地區，現任董事長劉康璇（英語：Constance Lau），以及首席執行官理察．沃特。
其中夏威夷客戶人數最多，包括理財、存款等各項。

## 外部連結
- 美利堅儲蓄銀行 （页面存档备份，存于）（英文）